# 请讲普通话
《请讲普通话》（英語：Mind Your Language）是1977年在英国播出的情景喜剧，首播于英国独立电视台（ITV）。在1977年至1979年间共播出3季，1986年由原班人马制作第4季。
该作品讲述了伦敦一家成人学校英语外语课课堂所发生的各种喜剧故事，主角即英文老师杰里米·布朗（巴里·埃文斯饰）需要同林林总总具有各种背景的外籍学生打交道。
1979年因歧視嫌疑而停播。

## 演员

### 学校职员
- 巴里·埃文斯 饰杰里米·布朗：普通英文老师，绝大部分剧集的焦点。毕业于牛津大学，于试播集被校方雇用，并被告知其前任教师被学生逼至发疯。布朗老师基本能够胜任挑战，但要经常忍受因学生们对于英文望文生义却富创造力的诙谐解读。雖然是一位英語語法標準耐心和善的老師，但是有時很容易被對話者本身的特殊口音或特殊語法牽著鼻子走。(例如跟嚴重口吃者說話時會不自覺地也開始口吃、或者跟英語班上的學生講話偶爾會不自覺地在說短語、驚嘆語時無異是切換成對方的語言而產生不少笑料。)
- 扎拉·努特莉（英语：Zara Nutley） 饰多洛蕾丝·考特妮：女校长，对男性持明显成见，认为女优于男，而更倾向于雇用女老师。最初为雇用布朗老师而犹豫不决，给予他一月试用期。经常抽出时间到课堂检查布朗老师的课业进度，并经常因此失望。早年几乎要同男友私奔，但被其父发现而遣送回家。但据透露，其所谓“早年”为六周岁，男友八周岁。其名多洛蕾丝仅在《短暂重逢》（Brief Re-encounter）一集中被提及。
- 爱丽斯·萨德勒（英语：Iris Sadler） 饰格拉迪丝：学校食堂的端茶妇女，一般被称为“端茶婆婆格拉迪丝”（Gladys the Tea Lady）。和考特妮校长年龄相仿但想法更加随和友好，在第三季中称她早年丧夫。同西德尼和布朗老师关系友好，常劝告布朗老师，也常谈起考特妮的轶事。
- 汤米·戈德弗雷（英语：Tommy Godfrey） 饰西德尼：学校的考克尼看守，常将押韵口号挂在嘴边。一般被称为西德（Sid），只有考特妮校长呼其全名。已婚但对妻子缺乏感情，骂她是讨厌鬼（a pain in the neck），在结婚周年纪念时佩戴黑领带，将之当作悲剧。听力不佳常误解他人话语，嗜酒、常现醉态，喜欢骗学生的钱财或为他买酒。和布朗老师及格拉迪丝关系友好。

### 学生
- 乔治·卡米勒 饰乔瓦尼·库佩洛：意大利厨师，嗓门大，实际上的班长。同马克斯是舍友也是至好。不擅长理解英文隐喻和长单词，常为喜剧效果而故意答错问题。称布朗老师为Professori（意大利语，教师）。感到惊讶时常感叹“Santa Maria”“Okey Cokey”“Buona Sera”或“Holy Ravioli”等；感到疑惑时说“Scusi”（意大利语，抱歉）。全名较为繁长（乔瓦尼·温琴佐·马尔科·迪诺·阿尔贝托·莱昂纳多等）。剧作最为著名的人物之一，但其卡通形象没有出现在在第一季片头，第二季时被加上。
- 雅姬·哈丁 饰安娜·施密特：西德互惠生，自我介绍时提到过“德意志效率”，也确实是位努力勤奋的学生。提问相对合理，回答也随剧集进展而愈加准确。主要问题是混淆英文的“V”和“W”。常在发言中插入德语词汇。力气大且从不吝啬展现出来，常用拳头打企图同自己调情的人，例如马克斯。某一集中聊到宗教问题时称路德教至高无上，但又在《令父怎么样》（How's Your Father）一集中称来生并不存在。
- 里卡多·蒙特斯（英语：Ricardo Montez） 饰胡安·塞万提斯：西班牙售酒员，性格乐观。总是自嘲，对于自己的回答拥有绝对自信，无论正确与否。在早期剧集中几乎不讲英文，以“¿Por favor?”（西班牙语，请）回答一切问题，需要乔瓦尼为他翻译关键词(西班牙語及義大利語有部分共通詞（英语：mutually intelligible）)。口头禅是“s'alright!”，纠正自己错误时说“Sorry, wrong number”。英文水平随剧集进展而逐渐改善，但一直相对较差，讲话英西文混杂。关心布朗老师，几乎将他当作亲人看待。
- 阿尔伯特·摩西（英语：Albert Moses） 饰兰吉特·辛格：印度旁遮普人，伦敦地铁职员，虔诚的锡克教徒。剧集开端被布朗老师误认为巴基斯坦人而让他坐在“老乡”阿里·纳迪姆旁。总同巴基斯坦穆斯林阿里争吵。词汇量充足但往往混淆常识，被纠正时总会双手合十说“A thousand apologies”（万分歉意）。被激怒时会掏出锡克弯刀（英语：Kirpan）相威胁。同阿里在晚期剧集中成为朋友。
- 林碧笙 饰程素麗（1-3季）：中华人民共和国大使馆女秘书，红宝书不离手，常从中摘录语句。“R”“L”不分。剧集早期同日本同学太郎存在国别矛盾，但在后期剧集遇到对于自身或是中国的讥讽时会得到太郎的帮助。摘录毛泽东语句时，布朗老师常以“这是观点问题”（That's a matter of opinion）作回应。
- 罗伯特·李（英语：Robert Lee (British actor)） 饰长纯太郎（1-3季）：日本企业职员，步世渡电子（Bushido Electronics，日語音同武士道）倫敦分部代表。英语流利，但习惯在词尾缀以“-o”，如“thank-o”“England-o”等，发言前常鞠躬并说“Ah So!”。剧集早期常因中日矛盾同素丽不和，但在后期和她成为朋友。总是带着相机。
- 凯沃克·马利基扬（英语：Kevork Malikyan） 饰马克西米利安·安德烈·阿基米德·帕潘德里乌斯（1-3季）：希腊船舶代理商职员，常与乔瓦尼结伴，二人在剧集中英文水平相对较好。被达妮埃尔吸引因而与同样青睐她的乔瓦尼争执，但随剧集进展三人成为朋友。不擅长理解英文隐喻和长单词，讲话口音重，习惯在元音前加“H”。后来同乔瓦尼同租房屋。
- 弗朗索瓦丝·帕斯卡尔（英语：Françoise Pascal） 饰达妮埃尔·法夫蕾（1–3季）：多情的法国互惠生，吸引着包括布朗老师在内的全班男性的注意。乔瓦尼和马克斯在回答问题时常被其美貌而打乱思绪，似乎对布朗老师有好感，同他互动时会主动拉近距离。瑞典女生斯文松加入后感到不耐烦，二人争相吸引老师注意。
- 迪诺·沙菲克（英语：Dino Shafeek） 饰阿里·纳迪姆（1–3季）：巴基斯坦拉合尔人，成长于德里，印巴分治后移民巴国。剧集早期无业，后成为上门推销员。首个在剧集中登场的学生，戴卡拉库尔帽。言谈直率，性格真诚而勤奋，有着喜剧性的语感，常常闹出笑话但并不会因此觉得难堪。身为穆斯林，同信锡克教的兰吉特常有语言甚至是肢体上的冲突。口头禅是“Yes please”“Oh blimey!”“Squeeze me please（Excuse me的誤讀）”和“Jelly good(Jolly good的誤讀）”。
- 贾蜜拉·马茜（英语：Jamila Massey） 饰贾蜜拉·兰杰哈（1–3季）：来自印度西姆拉的普通家庭妇女，加入班级时几乎不讲英语，布朗老师问及姓名时不断用印地语表达疑惑，因不谙英文而只得用乌尔都文写下自己的姓名。第一季中需要阿里为她翻译，但到第三季时进步显著，已不需要任何帮助。称布朗老师为“Masterji”（印地语尊称后缀），剧集早期的口头禅是“Gud hefening”（Good evening的误读）。常在课上织衣。《有罪还是无罪》（Guilty or not Guilty?）一集中，她拿出《圣经》发誓；第一季第11集中曾项系十字架，从而交代她是名基督徒；但在《引以为傲的一点》（A Point Of Honour）一集中又称自己信仰佛教，在布朗老師生日時送給他一個類似是印度的傳統聖物。
- 安娜·贝里曼（英语：Anna Bergman） 饰英格丽德·斯文松（第2、4季）：瑞典互惠生，第二季加入班级。相貌可人，对于自身对布朗老师的好感毫无隐瞒，因此在暗中和达妮埃尔较劲。主要问题是语序。第二季结尾转学，在独立制作的第四季中回归。
- 加博尔·弗农 饰绍博·佐尔坦（第二季）：匈牙利人，仅在第二季中出场。英文水平较为基本，需要词典帮助。擅长模仿如乔瓦尼和胡安等人口中的俚语。第二季结尾回国。口头禅是“Bocsánat?”（匈牙利语，对不起），将之作为对几乎所有问题的回复。

## 播出
该剧集于1977年由伦敦周末电视台节目主管迈克尔·格雷德批准播出，反响较佳，观众达到约1800万人次，但在1979年因刻板印象嫌疑而授意停播。
该剧集曾被澳大利亚、巴基斯坦、新西兰、南非、印度、斯里兰卡、马来西亚、尼日利亚、肯尼亚、加纳和新加坡等国引进播出。不少国家依此剧为蓝本制作了本地化翻拍作品，如美国制作的《What a Country!》，印度的《Zabaan Sambhalke》，尼日利亚的《Second Chance!》《Jami'ar Albarkawa》，斯里兰卡的《Raja Kaduwa!》以及印尼的《Kelas Internasional》。

### 时间

#### 第1－3季（29集）
- 第一季（13集）：1977年12月30日 – 1978年3月24日，每周五19时
- 第二季（8集）：1978年10月5日 – 11月23日，每周六18时
- 第三季（8集）：1979年10月25日 – 12月20日，每周六18时45分

#### 第4季（13集）
- ITV格拉纳达：1986年1月4日 – 4月24日（全剧集），每周六14时15分
- ITV盎格利亚：1986年1月9日 – 4月1日（全剧集）
- ITV中部：1986年2月1日–22日；7月12日 – 9月6日（全剧集，分期）
- ITV威尔士和西部：1986年2月1日－1987年3月6日（全剧集）
- ITV泰恩提兹：1986年2月1日－3月29日（共9集）
- ITV国界：1986年2月1日－22日（共4集）